# Murunducaris noodti
Murunducaris noodti is een eenoogkreeftjessoort uit de familie van de Parastenocarididae. De wetenschappelijke naam van de soort is voor het eerst geldig gepubliceerd in 2008 door Corgosinho, Martínez Arbizu & Reid.